# Хасами сёги
Хасами сёги  (はさみ将棋 (яп.  схватывающие шахматы)) — настольная игра для двух игроков. Игра ведётся на доске 9x9, в игре используется только один тип фигур. Так как король отсутствует, цель игры отличается от сёги и других игр шахматного типа. Существует два основных варианта этой игры: классический и дай хасами сёги. Классический вариант популярен среди японских детей.

## Классический вариант
Играется на обычной доске для сёги, каждый игрок имеет 9 пешек, которые ходят как шахматная ладья. Первыми ходят чёрные (сэнтэ). Пешки чёрных лежат лицевой стороной вверх, а белых (готэ) — перевёрнуты. 

### Цель игры
Чтобы победить, нужно захватить все фигуры соперника кроме последней. По договорённости, количество требуемых взятий можно уменьшить.

### Ходы
Все фигуры ходят как ладьи — на любое количество свободных клеток по вертикали или горизонтали.

### Захват фигур противника
В отличие от сёги, захват фигур возможен только методом окружения («взятия в клещи»): чтобы убрать вражеские фигуры с доски, требуется поставить рядом с ними одновременно несколько своих фигур (для большинства случаев достаточно двух) одним из следующих способов:
1. справа и слева
2. сверху и снизу
3. в случае, если одна фигура прижата в углу, на поле выше/ниже и правее/левее
4. в случае, если несколько фигур прижаты к углу вместе, для взятия необходимо окружить их всех, поставив свои фигуры по вертикали/горизонтали от них.

Так можно захватить одну или несколько фигур противника. Чтобы захват произошёл успешно, фигуры должны находиться в соседних клетках. Фигура, пошедшая на поле между фигурами соперника, с доски не убирается — чтобы она взялась, сопернику нужно сначала уйти соседней фигурой, а затем вернуться (потратить два хода).

## Дай хасами сёги
Каждый игрок имеет 18 пешек (которые ходят как шахматная ладья), занимающих первые два ряда со стороны каждого игрока. Пешки обычно имеют вид камней для игры в го, и игра может быть начата как на доске для сёги (если ставить камни в клетки), так и на малой доске для го 9x9 (если ставить камни на узлы). Этот вариант похож на первый вариант, за исключением цели игры и добавления «прыжков».

### Цель игры
Игрок побеждает, если выстроит пять фишек в линию по вертикали и горизонтали. Эти фишки должны лежать за пределами двух первых рядов для каждого игрока.

### Прыжки
Фигура может перепрыгивать через фигуры (свои или вражеские) по вертикали или горизонтали, если находится рядом с ними. При этом прыжок делается на клетку сразу за целевой фигурой. Этот ход не ведёт к взятию данной фигуры.

## Другие варианты
Вышеописанные варианты могут быть источником и других вариантов хасами сёги.

### Варианты классического варианта
- Для победы нужно захватить все фигуры соперника (а не все кроме последней)
- Фигуры двигаются только на одно поле по горизонтали/вертикали (сильно замедляет игровой процесс).
- Фигуры двигаются только на одно поле по горизонтали/вертикали. Каждый игрок начинает с 18 фигурами вместо 9. Для победы нужно захватить все фигуры соперника.
- 18 фишек у каждого игрока, начальная расстановка как в дай хасами сёги, все правила как в классическом варианте[1].

### Варианты дай хасами сёги
- Игрок может победить, выставив 5 фишек в ряд не только по горизонтали/вертикали, но и по диагонали.
- Фигуры двигаются только на одно поле по горизонтали/вертикали. Игрок может победить выставив 5 фишек в ряд не только по горизонтали/вертикали, но и по диагонали.

### Мак-ек
Это подобная хасами сёги игра, в которую играют в Таиланде (и Малайзии, под названием «Апит-содок») с такими же игровыми задачами. Отличия заключаются в:
- Размере доски 8x8.
- Каждый игрок имеет 16 фигур (камней), расположенных на первом и третьем (от себя) рядах.
- Захват фигур возможен стандартным для шахмат способом (в дополнении к захвату методом окружения).
- Возможен так называемый обратный захват (интервенция): если фигура пошла между двух камней противника, она делает захват их обоих.